# EZ2AC

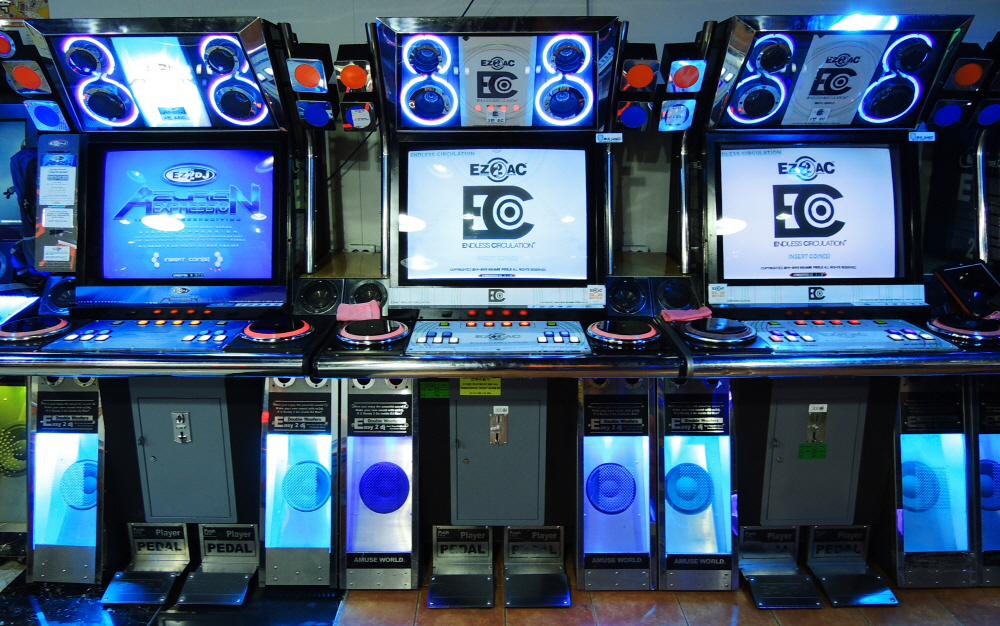

「Ez2Dj」（イージー・トゥ・ディージェイ、이지투디제이）および「EZ2AC」（イージー・トゥ・アーケード、이지투아케이드）、「EZ2ON」（イージー・トゥ・オン、이지투온）とは、韓国を中心に稼働されている音楽ゲームのシリーズ名。

## 需要
初代から7th TraX -Codename Violet- Version 3.10まではAmuse World、BONUS EDITION及びBONUS EDITION revision Aは3S ENTERTAINMENT、Ez2Dj Azure ExpressioN以降はSquare Pixelsが開発・発売を行っている。
韓国においてはアンダミロ社のPump It Upシリーズと並んで人気を誇る業務用音楽ゲームとなる。1999年には大韓民国ゲーム大賞を受賞している。
演奏は通常、5鍵盤・ターンテーブル・フットペダルを使用するが、上級者向けモードではこれらに加えて中央に4つあるエフェクトボタンも使用したり、鍵盤を押しながらターンテーブルを回して演奏するモードも存在する。
1人プレイ専用筐体(Ez2Dj Mini)と小型筐体(Ez2Dj Dual)もリリースされている他、派生作品のEZ2Dancer、オンラインゲーム版となるEZ2ONも発売され、更には一部開発スタッフが『DJMAX』を生み出した経緯がある。
なお、筐体デザイン・操作デバイスがコナミの『beatmania』シリーズに似ていることから、後述する権利侵害等問題で訴訟沙汰になった事もある。

## 筐体
CPU
- AMD K6-2 System Based 350-400MHz (1st - 6th)
- Intel Celeron (Tualatin) 1.10GHz System Based (7th - EVOLVE)
- Intel Pentium 4 2.4GHz System Based (EVOLVE -)

メモリ
- SDRAM PC100 SDRAM 64→128→256MB (1st - 6th)
- SDRAM PC133 SDRAM 256MB (7th - EVOLVE)
- DDRRAM  PC-3200 1-2GB (EVOLVE -)

OS
- Windows 98 Based (英語版、1st - EVOLVE)
- Windows XP (EVOLVE -)

HDD
- ATA-33規格の4-6.4GB (1st - 6th)
- ATA-100規格の20GB以上 (7th - TIME TRAVELER)
- SATA規格のHDDをコンバーターで使用(TIME TRAVELER、FINAL)
- SATA規格のSSDをコンバーターで使用(FINAL:EX)

グラフィック
- VGA Graphics、解像度640x480
- Intel 740→WinFast Riva TNT2 M64  (2nd以降一部の筐体にはGeForce 2MXを採用)
- NVIDIA GeForce FX (EVOLVE - NIGHT TRAVELER)
- NVIDIA GeForce 7xxx (TIME TRAVELER -)

コントローラ
- I/O ボードに搭載されたISAスロットに挿入したI/Oカードを介してのみ可能

## 作品一覧
Ez2Dj THE 1st Tracks (1999)
最初に発売された作品。シリーズ中で唯一EXERCISEモードが搭載されている。曲は全22曲が収録されている。Ez2Djのすべての作品中で最も判定が厳しく、ライフ数値の増減幅が多い事が特徴として有名である。
後に6th TraXで、1stのシステムをそのまま使用するRemember 1st?モードで1st Tracksを再現できるようになった。
コンセプトカラーは青色。
Ez2Dj THE 1st Tracks SPECIAL EDITION (1999)
1st Tracksマイナーチェンジバージョンの作品として、新曲10曲と1stのリミックス曲が追加された。シリーズ初の外部ライセンス曲が収録され、EZMix、HDMix、ReMix, 4DMixなどの難易度選択を初めて取り入れた。
また、1stではゲームスタート画面でコマンドを入力する必要があった倍速などのモードを、曲セレクト画面で楽に設定できるようになった。
コンセプトカラーは濃い青色。
Ez2Dj Dance Edition Vol.1 (2000)開発中止
EZ2Dancerとの連動プレーを考慮して企画されたバージョンだったが、開発が80%程度まで進行した段階で開発が中断となった。
本作に追加される予定だったEZ2Dancerの７曲は、2nd TraXにすべて移植された。
Ez2Dj 2nd TraX -It Rules Once Again- (2000)
ゲーム性、グラフィックなど多くの部分で前作より格段に進化した作品で、EZ2Dancerに先行収録された7曲と 2nd TraXオリジナル新曲20曲が追加された。
初心者のためのRuby Mixと上級者のためのSpace Mixが新たに追加され、Radio Mixが7キーを使うシステムに変更された。
また曲ごとにランキングシステムが追加され、EffectorボタンでHSの倍速を演奏中に自由に変えることができるようになった。
これにより、SEまでに使用されていたEffectシステムではない、CUTOFFフィルターEffectシステムが新たに採用された。
コンセプトカラーはピンク。
この頃から、Amuse Worldに吸収合併されたゲーム開発会社『Family Production』が製作に参加することになる。
Ez2Dj 3rd TraX -Absolute Pitch- (2001)
グラフィックや音楽的な面で以前よりさらにマニアックに深化した作品。新曲20曲が追加で収録された。
Radio Mixのように7キーを使う7Street Mixが独立したモードとして誕生し、ターンテーブルのみを使うEz2Catchモードも追加された。
またどのステージでもあらゆる曲を選択することができる全曲コマンドが追加された。
また、公式ウェブサイト上のイベントも盛んになり、ウェブサイトを通じてインターネットランキングに参加することもできた。音楽やシステムなどすべての面で最高の作品で評価を受けている。
コンセプトカラーは緑。
Ez2Dj 4th TraX -Over Mind- (2002)
3rdと同じく20曲の新曲が追加され、5キーのみを使う5Radio Mixが復活した。
ターンテーブルとペダルを自動で操作してくれるオートスクラッチ/オートペダルオプションが追加され、代わりにRuby Mixが削除された。
ゲームの全体的なバランスが高難度化したという評価を受ける。
この作品以降、主要製作陣が抜けてPENTAVISIONを設立することになる。
コンセプトカラーは青色とゴールド。
Ez2Dj PLATINUM -Limited Edition- (2003)
4thまでのほとんどすべての楽曲が収録され、新曲12曲と既存曲のリミックス4曲を追加し、全112曲が収録されたEz2Djのマスターピース的バージョン。
前作で削除されたRuby Mixが復活した。
また、Super RandomモードとHyper Randomモードがそれまでとは違うシステムに変更されたが、後続バージョンでは再び以前のシステムに戻っている。
1st Trackからの主要スタッフ（ただしPENTAVISIONとしてだが）を中心に開発された最後のバージョンとなった。
後に出てきたEz2Dj 7th TraX -Resistance-のゲーム内では"EZ2DJ 5th TraX：Platinum"と誤って表記されていた。
コンセプトカラーは黒色。
Ez2Dj 6th TraX -Self Evolution- (2004)
それまでの製作陣が全員抜け、全く新しいスタッフによって製作されたEZ2DJの7番目の作品。新曲15曲と既存曲のリミックス10曲が新たに追加された。
ビートマニアシリーズのような、アップデートによる段階別解禁システムが導入された。解禁されているかは、特定の条件を満たしてタイトル画面の字の点滅を見ることで確認できる。
隠しモードだったEz2CatchとEz2Turntableモードが正式のモードになり、Ez2Dj THE 1st Tracksをそのまま再現するRemember 1st?モードが追加された。
コンセプトカラーは赤色と青色。
Ez2Dj 7th TraX -Resistance- (2007)
2年半ぶりに出た8番目の作品。現在の崩壊した韓国アーケード市場に対する反抗的な意味合いを含めてサブタイトルをResistanceとした。
6thの製作陣とも全く違った新しい製作陣が作った作品で、32曲の新曲が追加されて全160余曲を収録している。
ゲームの全体的な難易度が高くなり、7th追加曲に限って、ロングノートを押している間連続でコンボ数が上昇するシステムを採用した。
その他にStreet Mixや5 Radio MixにRuby MixにあったStarスキンを追加して、シリーズ別全曲コマンドを作るなど細かい変化があった。
コンセプトカラーはゴールド。
Ez2Dj 7th TraX -Resistance- Version 1.50 (2007)
2007年12月に稼動開始した、新曲追加等のアップグレードが施されたマイナーチェンジバージョン。
7th TraXの製作陣と関係のない新たな製作陣が開発したものだという。
新曲11曲、Radio Mixの新コースも多数追加された。
また、Platinum仕様のSuper RandomおよびHyper Randomが『PS Random』および『PH Random』として追加された(現在PH Randomは削除されている)。
タイトル画面でパッチのバージョンが表記されている。
コンセプトカラーはオレンジ色が交ったゴールド。
Ez2Dj 7th TraX -Resistance- Version 2.00 (2008)
収録曲の追加やグラフィックなどのバグが修正されたバージョン。
曲の並べ替えに初対応したバージョンでもある。
デザインはEz2Dj 7th TraX -Resistance- Version 1.50と同様である。
EZ2ON ONLINE TRAX (2008)
Windows向けオンラインゲーム。Amuse WorldとCykan Entertainmentの合同出資により設立されたゲーム開発会社『RETRO GAMES』によって製作されている。
家庭用パソコン向けのオンラインゲームという性質上、Ez2Djとはゲームの仕様が異なるが、基本となるゲーム性は変化しておらず、楽曲も既存のEz2Djに収録されているものが利用されている。
そのため、直接のEz2Djの新シリーズでは無いものの、Ez2Djの初めての家庭用シリーズと位置付けられる。
2009年10月19日にサービス終了。
Ez2Dj 7th TraX CLASS R -Codename Violet- Version 3.00 (2009)
ランキングで登録できるネームが4文字から5文字になった。
新曲が10曲追加されている。
さらにパスワードによるマイレージシステムが導入された。
また、旧作のエフェクターと旧曲の大量削除や、多くのバグがあるなどから、Ez2Djの歴代バージョンの中で最悪の出来であるといわれている。
コンセプトカラーは紫色。
Ez2Dj 7th TraX CLASS R -Codename Violet- Version 3.10 (2009)
Ez2DJ 7th TraX CLASS R -Codename Violet- Version 3.00に2曲の新曲を追加したバージョン。
マイレージシステムが削除され、バグ修正が施されている。
Ez2Dj 7th TraX BONUS EDITION (2010)
Ez2Dj 7th TraX CLASS R -Codename Violet- Version 3.10のリリース後にAmuse Worldが破産し解散したため、このバージョンから開発会社が3S ENTERTAINMENTに移行した。
新曲が36曲追加されたEz2Dj 7th TraXのマイナーチェンジバージョン。
新曲のうち30曲がSabin Sound Starからの移植曲となっている。
移植曲があまりにも多く、バグが多数存在することから非常に評判の悪い作品になってしまった。
コンセプトカラーは赤色。
Ez2Dj 7th TraX BONUS EDITION revision A (2011)
今回のバージョンでこれまでに削除された曲がすべて復活した、Ez2Djの第2のマスターピース的バージョン。
細かいところまでシステムに改良がなされており、今までのシリーズの中でかなり評価が高いバージョンである。
新曲は追加されていない。
デザインはEz2Dj BONUS EDITIONと同様である。
Ez2Dj Azure ExpressioN (2012)
2012年3月8日正式稼働開始。
タイトルにThe Next Generation of Ez2Djとの記載があり、新シリーズとしての新作となっている。
コンセプトカラーは青色。
なお、今回のバージョンで7th TraX無印の楽曲全てと7th TraX Ver1.50の楽曲のほとんど、7th TraX Ver2.00の楽曲の1曲がライセンスの使用期限切れにより削除された。
Ez2Dj Azure ExpressioN -INTEGRAL COMPOSITION- (2012)
2012年6月22日正式稼働開始。Ez2Dj名義で稼働される最後の作品となった。
前作「Azure ExpressioN」のパッチとして、前作購入者へ無償でリリースされた。
判定や難易度の調整や、新曲の追加、新旧楽曲へ新規アニメーションの追加が行われている。
デザインはEz2Dj Azure ExpressioNとほぼ同様である。
EZ2AC ENDLESS CIRCULATION (2013)
2013年4月26日稼動開始。
開発がSquare Pixelsに移行。タイトルがEZ2ACに変更され、再び新シリーズとして登場。ただし、筐体等は変化していない。
インターフェースデザインおよびコンセプトカラーは白色と黒色を用い、今までより洗練されたものになっている。
ゲーム開始時のHow to Playが追加された。
SID-Soundのメンバーがボーカルを勤めるユニット「Cradle Edge」の曲をライセンス収録している。
EZ2ON REBOOT (2013)
2013年7月16日にサービス開始。
しかしCykan Entertainmentの国内ゲーム事業撤退に伴い、同年12月30日にサービスを終了している。
EZ2AC EVOLVE (2014)
2014年12月26日稼動開始。再びUIが一新された。
ゲームモードが一新され、難易度システムとスコア算定方式を改編した。
コンセプトカラーは赤色。
2015年1月10日のアップデートによりOSがWindows XPに変更された。
それに合わせスペックを強化した新基板が公開された。
EZ2AC NIGHT TRAVELER (2016)
2016年1月28日稼働開始。再びUIが一新され、従来使われていた効果音も変更された。
10K COURSEモードと、14K COURSEモードが追加され、モード選択画面にて5K系列のモードのみを集めた初心者向けのBASICと、全モードが選択できるALLに分類された。
コンセプトカラーは黒色と黄色。
EZ2AC TIME TRAVELER (2017)
2017年8月16日稼働開始。
モード選択画面にて初心者向けのBASIC、通常プレイのNORMAL、連続プレイのCOURSEに再び分類された。
コンセプトカラーは緑色だが、コースモードでは紫色となっている。
Ez2Dj Azure ExpressioNにて削除された、7th TraX無印の楽曲がアップデートによりすべて復活した。
EZ2AC FINAL (2019)
2019年6月2日稼働開始。再びUIが一新された。
稼働当初のバージョンにSquare Pixelsは参加していなかったが、評判が悪く開発が放棄されたため再び関与することになった。
モード選択画面にて初心者向けのLIGHT、通常プレイのSTANDARD、連続プレイのCOURSE、変わった遊び方のCASUALに再び分類された。
COURSEモードは、稼働当初はモード自体が実装されていなかったが、アップデートで復活した。
プレイする楽曲を決定した後に難易度を選択する方式となった。
コンセプトカラーは濃い青色。
EZ2AC FINAL：EX (2020)
2020年8月7日稼働開始。EZ2AC FINALのバージョンアップ版となる。
本作がSquare Pixelsが制作に関与する最後のアーケード作品となる。
EZ2ON REBOOT：R (2022)
2021年3月17日Steamにて早期アクセス開始。2022年4月14日正式ローンチ。
新たに独占的使用権を獲得したNeonovice社が開発を担当しているが、アーケード版を開発しているSquare Pixelsも名を連ねており、「EZ2ON Team」という表現もみられる。
過去のシリーズとは異なる全く新しいエンジンで制作されており、ムービーはリマスタリングが行われている。
またオンライン対戦モード、コースモード、レーティング、ランキング、ASIO対応などのシステムが早期アクセス中に追加された。

## ゲーム方法

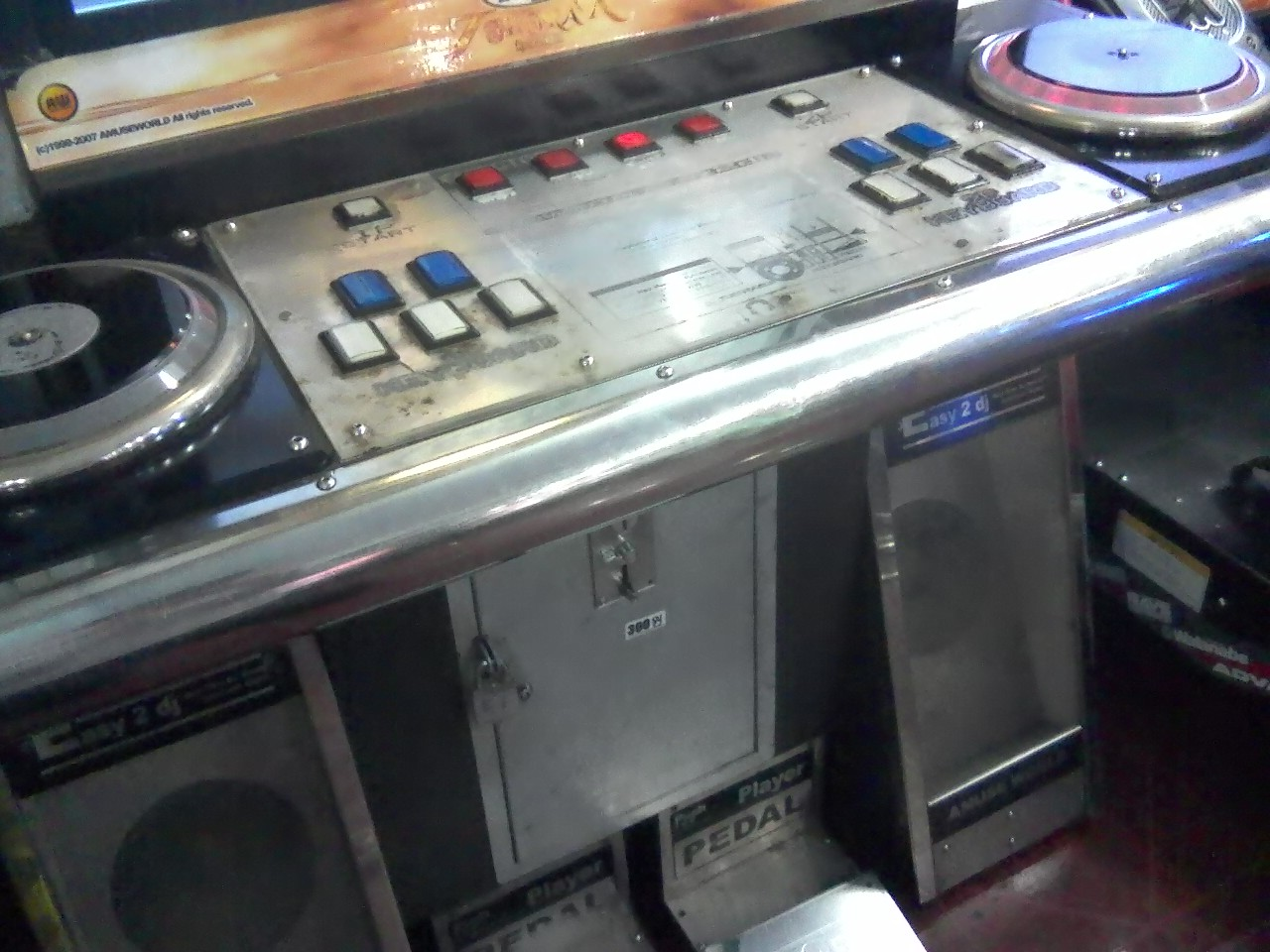
7K STANDARD及び14K MANIACでは、中央の赤いエフェクトボタンもプレイに使用する

本作はサバイバルゲージ方式を採用しており、画面右側のライフゲージがミスなどによって全部なくなるとゲームオーバーになる。
EXERCISE (1st)
Ez2Dj THE 1st Tracksにのみ存在するモード。
ゲームの遊び方の確認と簡単な2曲を演奏するチュートリアル。
Ez2Dj THE 1st Tracks SPECIAL EDITIONからは実装されていない。
理由は、ゲームのルールが単純でわざわざこのようなモードを実装する必要がないと判断したからだといわれている。
5K ONLY (EVOLVE -)
5つの鍵盤だけをプレイに使用するモード。
5K RUBYと違い、ライフゲージや譜面難易度は他のモードに準じたものになっている。
5K RUBY (Ruby Mix) (2nd-3rd, Platinum -)
5つの鍵盤と1つのターンテーブル、フットペダルをプレイに使用する初心者向けのモード。
ほかのモードより難易度を抑えた簡単な譜面で、ライフゲージも増強されている。
5K STANDARD (Street Mix、5 Street Mix) (1st-)
5つの鍵盤と1つのターンテーブル、フットペダルをプレイに使用するモード。
譜面は5K RUBYよりも難しく設定されている。
7K STANDARD (7 Street Mix) (3rd-)
5つの鍵盤と1つのターンテーブル、フットペダルと2つのエフェクトボタンをプレイに使用するモード。
Club Mix (10 Club Mix) (1st - ENDLESS CIRCULATION)
左右合わせて10個の鍵盤と1つのターンテーブル、1P、2Pのフットペダルをプレイに使用するモード。もう1つのターンテーブルは選曲に使用する。
ただし、フットペダルのレーンは1列のみで兼用となっており、1P側と2P側どちらでも同じように演奏出来るようになっている。
このモードのみ、2曲目の選択は1曲目の曲をプレイしているとき、3曲目の曲の選択は2曲目の曲をプレイしているときに選択しなければならない。
なお、そのときの曲選択は1P側でスタートした場合は、2P側ターンテーブルを、2P側でスタートした場合は、1P側ターンテーブルを使用する。
10K MANIAC (EVOLVE -)
Club Mixの後継モード。左右合わせて10個の鍵盤と2つのターンテーブル、1P、2Pのフットペダルをプレイに使用する。
他のモード同様、1曲プレイするたびにリザルト画面と選曲画面を経由するようになり、従来1つだけだったターンテーブルは両方別ラインで使用するようになった。
Space Mix(14 Space Mix) (2nd - ENDLESS CIRCULATION)
Ez2Dj 3rd TraX -Absolute Pitch-までのバージョンでプレイする場合は隠しコマンドを入力しなければならない。
左右合わせて10個の鍵盤と2つのターンテーブル、4つのエフェクトボタンをプレイに使用するモード。
最初に1P側のターンテーブルと2P側のターンテーブルを使って、曲を選択し(2ステージ)、それを連続でプレイする。
フットペダルは譜面のスピードを調節するために使用される(1P側でスピードダウン、2P側でスピードアップ)。
ある条件を満たせば3曲目がプレイできる。
14K MANIAC  (EVOLVE -)
Space Mixの後継モード。左右合わせて10個の鍵盤と2つのターンテーブル、4つのエフェクトボタンをプレイに使用する。
他のモード同様、1曲プレイするたびにリザルト画面と選曲画面を経由するようになり、条件分岐が必要だった3曲目のプレイが無条件化された。
5K COURSE (Radio Mix、5 Radio Mix) (1st - SPECIAL EDITION, 4th -)
5つの鍵盤と1つのターンテーブル、フットペダルをプレイに使用するモード。
決められた4曲で構成されたコースの中から選んで連続でプレイする。
7K COURSE (Radio Mix、7 Radio Mix) (2nd -)
7つの鍵盤と1つのターンテーブル、フットペダルと2つのエフェクトボタンをプレイに使用するモード。
決められた4曲で構成されたコースの中から選んで連続でプレイする。
10K COURSE (NIGHT TRAVELER -)
左右合わせて10個の鍵盤と2つのターンテーブル、1P、2Pのフットペダルをプレイに使用するモード。
決められた4曲で構成されたコースの中から選んで連続でプレイする。
14K COURSE (NIGHT TRAVELER -)
左右合わせて10個の鍵盤と2つのターンテーブル、4つのエフェクトボタンをプレイに使用するモード。
決められた4曲で構成されたコースの中から選んで連続でプレイする。
EZ2CATCH (3rd-)
Ez2Dj PLATINUM -Limited Edition-までのバージョンでプレイする場合は隠しコマンドを入力しなければならない。
1つのターンテーブルだけをプレイに使用するモード。一人プレイ専用。
キャラクターをターンテーブルで操作し、上から降ってくるオブジェクトを取っていく。
TURNTABLE (Ez2Turntable) (4th-)
Ez2Dj PLATINUM -Limited Edition-までのバージョンでプレイする場合は隠しコマンドを入力しなければならない。
5つの鍵盤とターンテーブルをプレイに使用するモード。
インターフェースは5K ONLYと変わらないが、鍵盤を押しながら、同時にターンテーブルを回さなければならない。
Remember 1st? (6th)
Ez2Dj THE 1st Tracksを再現する、Ez2Dj 6th TraX -Self Evolution-のみに存在するモード。
ただし一部、本来のEz2Dj THE 1st Tracksとは異なっている点がある。(コンティニューが出来ない等)
Double Mode (SPECIAL EDITION)
Ez2Dj THE 1st Tracks SPECIAL EDITIONにのみ存在する隠しモード。
プレイするには隠しコマンドを入力しなければならない。
左右合わせて10個の鍵盤と2つのターンテーブル、1P、2Pのフットペダルをプレイに使用するモード。
Club Mixと違い、フットペダルは兼用ではなくそれぞれ別々のラインとなっており、別々に演奏しなければならない。
Codename Violet II (NIGHT TRAVELER -)
プレイするには対応しているバージョンかつ隠しコマンドを入力しなければならない。
レベルを選択し、曲をクリアしていく特別モードとなる。条件を達成することでエクストラステージに進むことが出来る。
UIはEz2Dj 7th TraX CLASS R -Codename Violet-を彷彿とさせるデザインとなっている。
TIME TRAVELER以降はCodename Violet 2.5と変わり、エクストラステージが廃止され無条件化された。

## 収録曲情報
Ez2Dj THE 1st Tracks (1999)
1. Creatune - Catch the Flow
2. Creatune - Envy Mask
3. Creatune - Funny Funky
4. Creatune - I Do Love You
5. Creatune - The Rhythm
6. Creatune - Yes Yes
7. Danmal-G - Minus 1
8. Danmal-G - Mystic Dream 9903
9. DJ.Hong - Get The Beat
10. DJ.Melong - Ztar warZ
11. Jeon Jun-Kyu - South West Cadillac
12. Jeon Jun-Kyu & Mario Bolden - Stay
13. Ruby Tuesday - Baby Dance
14. Ruby Tuesday - Confete
15. Ruby Tuesday - Dirty D
16. Ruby Tuesday - Do You Remenber?
17. Ruby Tuesday - Freedom
18. Ruby Tuesday - I've Fallen
19. Ruby Tuesday - Let It Go
20. Ruby Tuesday - Look Out [Here comes my love]
21. Ruby Tuesday - Quake In Kyoto
22. Ruby Tuesday - You Love The Life You Live

Ez2Dj THE 1st Tracks Special Edition (1999)
1. Andy Lee - R.D.M. -Rain Drops in My mind-
2. Andy Lee - Special K
3. Babyvox - Love & Extasy
4. Babyvox - Love & Extasy -Remix-
5. Cho Yong-Pil - Bob
6. Danmal-G - Minus 1 -Hard Mix-
7. Danmal-G - Mystic Dream 9903 -Horror Mix-
8. DJ Yonda - Dieoxin
9. DJ Yonda - Red Hot
10. Hwang Sung-Jae - For 3 Weeks
11. Kim Jin-Kwon - Combination
12. Lee Seung-Hwan & Hwang Sung-Jae - My Honey
13. mykol & Creatune - South West Cadillac -Remix-
14. xxdbxx - Envy Mask -Remix-
15. xxdbxx - The Rhythm -Remix-
16. xxdbxx - Ztar warZ -Remix-
17. Itdie - Confete -Remix-
18. Itdie - Stay -Remix-
19. Itdie - You Love The Life You Live -Remix-
20. Remix Station - Do You Remember? -Remix-
21. Remix Station - Let It Go -Remix-
22. Remix Station - The Future

Ez2Dj 2nd TraX -It Rules Once Again- (2000)
1. Andy Lee - Appeal
2. Andy Lee - CHANGA (Theme of Ez2Dj、이지투디제이 찬가)
3. Andy Lee - Showdown
4. Bae Hee-Kyoung - Departure
5. Creatune - Minus 1 -Space Mix-
6. Jeon Jun-Kyu - We Luv Music
7. Jeon Jun-Kyu & Mario Bolden - You Are The One For Me
8. Kim Seung-Hyeon - Exist
9. Kim Seung-Hyeon - Funky 5
10. Lee Jong-Phil & Mario Bolden - Get It Up
11. Mario Bolden - It's My Secret
12. Ruby Tuesday - Anytime
13. Ruby Tuesday - Back For More
14. Ruby Tuesday - Back To Bed
15. Ruby Tuesday - Be My Baby
16. Ruby Tuesday - Damnation
17. Ruby Tuesday - Hypnotize
18. Ruby Tuesday - I've Got This Feeling
19. Ruby Tuesday - Jam
20. Ruby Tuesday - Moving On
21. Ruby Tuesday - Say that U
22. Ruby Tuesday - Seize The Day
23. Ruby Tuesday - Sentimental No! No!
24. Ruby Tuesday - The Boy [Here comes my baby]
25. Ruby Tuesday - Where's My Girl
26. Yang Joon-Young - With You Girl
27. xxdbxx - Red Ocean

Ez2Dj 3rd TraX -Absolute Pitch- (2001)
1. Andy Lee - 2nd Jewel
2. Andy Lee - Anemia
3. Andy Lee - Lie Lie
4. Andy Lee - M Police
5. Andy Lee - R.F.C. 'Resurrection of Fiend in the Cathedral'
6. Andy Lee - Shake
7. Andy Lee - Smash
8. Croove - 20000000000
9. Croove - Black Market
10. Croove - Minus 2
11. Croove - Sand Storm
12. Croove & FE - Cosmic Bird
13. FE - 2.14
14. FE - Give it 2 me
15. Lee, Jong-phil - Y Gate
16. Ruby Tuesday - In a Nutshell
17. xxdbxx - Night Watcher
18. xxdbxx - Substance
19. xxdbxx - The 3rd Place
20. xxdbxx & Croove - Sparrow

Ez2Dj 4th TraX -Over Mind- (2002)
1. Andy Lee - Climax
2. Andy Lee - Delight
3. Andy Lee - Futurist
4. Andy Lee - Go!
5. Andy Lee - Judgment
6. Andy Lee - Lovely Day
7. Andy Lee - Tokyo 9 P.M.
8. Croove - Aquaris -The story about a girl who never dreams-
9. Croove - B.O.W. -Battle Of Wilderness-
10. Croove - Complex
11. Croove - Fire Storm
12. Croove - JMJ
13. Croove - Mad Robot
14. Croove - Shout
15. xxdbxx - Blue
16. xxdbxx - Calling Me Now
17. xxdbxx - Eye Of The Beholder -SMASH Episode No.0-
18. xxdbxx - Feel So Sad
19. xxdbxx - Metagalactic G-1000
20. xxdbxx - Ready To YAH

Ez2Dj PLATINUM -Limited Edition- (2003)
1. Bigduck - Unknown H2
2. Eridanus - Any way you want it
3. Eridanus - Cellavue
4. Eridanus - Riff Guy
5. Eridanus & Kang Eun-Soo - 느낌
6. Forte Escape - Aquaris -Physical Inspiration Hyper Blue Mix-
7. Forte Escape - I've Fallen -Hot Dog Boogie Groove Mix-
8. Forte Escape - I've Got This Feeling -DJ.FE Restless Acid Soul Mix-
9. Forte Escape - JMJ -DFC Space Gear Re-Formation-
10. Forte Escape - Memories
11. Forte Escape - Panic Strike
12. Forte Escape - Q Factor
13. Forte Escape - Spotlight
14. Forte Escape - Zeroize
15. Joyrock - Night Madness
16. Joyrock - Weird Wave

Ez2Dj 6th TraX -Self Evolution- (2004)
1. B-E - Be-at Feedback
2. Dakick - Get The Beat -Party Mix-
3. Dakick - Your Style
4. Han Tae-Soo - CHANGA II (Theme of Ez2Dj 2、찬가 II)
5. Han Tae-Soo - Curse It!!
6. Han Tae-Soo - Stay With Me
7. Itdie - Lie Lie -Ceave Beat Ver.-
8. Itdie - With U Girl -Beach Ver.-
9. Itdie - Be my baby -Funky Version-
10. Itdie - Baby Dance -Club Ver.-
11. Itdie - I've Got This Feeling -Extended Ver.-
12. Itdie - Jam -A.C. Ver.-
13. Itdie - Look Out - EK-1 Beat Ver.-
14. Itdie - The Boy -EK-2 Beat Ver.-
15. Kim Min - Dance With Me
16. Kim Min - Refresh
17. Kim Min - You Were The One
18. Sean Kim - Move Your Body
19. Sonic A.P.E - Barcadi On The Beach
20. Sonic A.P.E - Dance Machine
21. Sonic A.P.E - Frantic
22. Sonic A.P.E - One Two Three Four
23. Sonic A.P.E - 느낌 -Sonic A.P.E Ver.-
24. Soulzean - Up And Down
25. TY.F - Be Mine!

Ez2Dj 7th TraX -Resistance- (2007)
1. CCNN - Legacy Of Hatred (Live)
2. CCNN - Unrequited Love 2
3. Curium - G.O.A.
4. Curium - Silver Ocean
5. Desired Effect & r300k - Round 3
6. Desired Effect & r300k - Sunlight
7. M2U - Gray Street
8. M2U - Paradise
9. M2U - The Back Of Beyond
10. M2U - Toy War
11. M2U - Space Destiny
12. M2U - Sweet Heart
13. M2U - White Rose
14. M2U - 天地開闢
15. Mhz - End Of Summer
16. Praya - 빛바랜영혼
17. Praya - Forget
18. Praya - Mage Girl Story
19. r300k - Energy Flower
20. r300k - The World
21. SpringHead - Fallen Angel
22. SpringHead - KAFAT
23. SpringHead - Return
24. SpringHead - Revelation
25. SpringHead - Soul Eater
26. Transin - Black Flame
27. Transin - Dreamy Flight
28. Transin - Explode Engine
29. Transin - Fell Hound (III)
30. Transin - Let Me Hear Your Voice
31. Transin - Soul Destructer
32. TranceMAX - To My Love

Ez2Dj 7th TraX -Resistance- Version 1.50 (2007)
1. CHAOS - Gray Hunter
2. God Hand - An Old Story
3. Infinity Poly - Black Bird
4. KIEN - R.E.D -Red Evil Of Death-
5. Memme - Hyper Magic
6. Memme - Legend Of Moonlight
7. Red Eye - The Prince Of Darkness
8. SHK - Holic
9. Star Light - Shot Time
10. yak_won - Lucid
11. yak_won - Never Feel This Way

Ez2Dj 7th TraX -Resistance- Version 2.00 (2008)
1. IBIS - It's My Secret -Remix-
2. IBIS - White Rose -House Mix-
3. IBIS - 天地開闢 -2007 Remix-
4. IBIS - One Two Three Four -SJ Mix-
5. KIEN - One's Trash
6. SHK - Weep Irish -RE-
7. RC - R-decision
8. yak_won - 2nd Life (How To Play)
9. yak_won - Aura (Title Theme Of Ez2DJ 7th TRAX Ver 2.00)
10. yak_won - Dance Machine -YK House Edit-
11. yak_won - Dance With Me -Dischord Edit-
12. yak_won - Frantic -YK Edit-
13. yak_won - Don't Say Anything
14. yak_won - Never Feel This Way (Vocal ver.)
15. yak_won - Refresh -J-Style Edit-
16. yak_won - Sinus -Secret Heart-

Ez2Dj 7th TraX CLASS R -Codename Violet- Version 3.00, 3.01 (2009)
1. Darkist, Remixed by 4 - Blood Castle -Remix-
2. Ira - Eraser Rain For GAIA
3. Ira - Tempus Praeterita
4. Lotze - Wars Of The Roses, 1455
5. Netiline - Akasha
6. Netiline - Dragon Hunter?
7. Netiline - For The TOP
8. Netiline - Step In The Dayz
9. Liberatus - Doll's Garden
10. TAK - Stay -TAK Remix-
11. TJ.Hangneil - 神威

Ez2Dj 7th TraX CLASS R -Codename Violet- Version 3.10 (2009)
1. KIEN - La Grand Bleu
2. Lotze - LOKI

Ez2Dj 7th TraX Bonus Edition (2010) / Ez2Dj 7th TraX Bonus Edition revision A (2011)
1. Applesoda - 없잖아
2. Applesoda - 주문을 외워봐
3. Creent, TY Brave - A Final Dreaming
4. Crolul - Underflow
5. Crolul & Rion - Finite
6. fromsmk - Romance For Moon
7. Gothpheus - Rosen Vampir
8. KIEN - AtoMizer
9. KIEN - RED 2008
10. KIEN - Irregular Liner
11. Lotze - Please Please Me
12. Lotze - Vintage Summer
13. Lotze - 적월애 (赤月愛 -Love Of Red Moon-)
14. Lubinn - Luv Message
15. Lubinn - Pair Creation
16. Lubinn - Thrust Out
17. Lunaria - Dreamy Days
18. MAX - BLEED
19. Memme - Return To Universe
20. Memme - Uranus
21. Memme - 하나뿐인 당신에게
22. Nato - SkyWard -Behind the cloud-
23. RELaX TRaX - Happiness
24. Seibin - Brilliant Stars
25. S.I.D-Sound - Sign Mellow
26. SpringHead - Sensation Of Stage -SpringHead Mix feat.Kuripurin-
27. SpringHead - Sunshine
28. Sun3 - ApolloN
29. Sun3 - Messier 333
30. TJ.Hangnail - MxMxM Star
31. Triple Spade - The Luna
32. Zero - Cosmos
33. Zero - Drive To You
34. Zero - Espresso
35. Zero - Good Speed
36. Zero - Latino

Ez2Dj Azure ExpressioN (2012)
1. ATAS - AXIS
2. Earache Squadron - Frostbite
3. Earache Squadron - Satellite 61
4. KIEN - 20000000000 -Hurt Bass Remix-
5. KIEN - Anemia -Synth Pop Remix-
6. KIEN - I Do Love You -Insida Club Remix-
7. KIEN - Back to Bed -Crimson Red Remix-
8. KIEN - Beyond The Azure Skies
9. Lotze - Illusion
10. MAX - The Onyx Night Sky
11. nato - Nihilism
12. nato - Rising In My Heart
13. r300k - The Ashtray
14. Seibin - The Great Escape
15. SpringHead - 1950
16. StaticSphere - Liquid Cube
17. StaticSphere - If I Couldn't See You Again
18. StaticSphere - Tailight Phantom
19. Sun3 - Morgenglut 2012
20. yak_won - Core
21. yak_won - Intuition

Ez2Dj Azure ExpressioN -INTEGRAL COMPOSITION- (2012)
1. ATAS - Nachthexen
2. fromsmk - Frozen Eyes
3. iMp - Phat Trash
4. Lotze - Andes
5. Seibin - Resonance Spectra
6. SpringHead - Disease
7. yak_won - Crisp
8. yak_won - Extra Wave
9. yak_won - Out Of The Blue
10. yak_won - Sewing Machine
11. yak_won - Wind Tales

EZ2AC ENDLESS CIRCULATION (2013)
1. ATAS - Dancing Light
2. ATAS - Starlight Factory
3. ATAS vs KANETA - Total Eclipse
4. Cradle Edge - Cosmical Rhythm
5. Cradle Edge - First Fantas
6. Cradle Edge - Hey Barbie
7. Cradle Edge - M!rror
8. Cradle Edge - On My Way
9. croaktica - Black Tinted Alley
10. Diesel Eater - Push Me Again
11. Earache Squadron - Shove It
12. fromsmk - Magic Square
13. fromsmk - Sigma
14. HiRO - Dream Walker
15. HiRO - Todos Los Dias
16. HiRO - Planet X
17. iMp - Actias Artemis
18. iMp - Northpole
19. Kari - Airwave
20. Kari - True
21. KB - Aniart
22. KIEN - Entire
23. KIEN - Nothing Else
24. KIEN - Withered Heights
25. KIEN - Break of Dawn
26. LhoU - Stranger
27. Lunatic Sounds - Legend
28. Mr.Kei - Orphan Children
29. Paraphrase - Indistinction
30. Paraphrase - Fallback
31. PDN - UniT
32. Rammage - A Glimmer
33. Rammage - Hesitate
34. Rammage - Tron
35. RAVEN@TION - WHEEL OF FIRE
36. RMHN - BEATRICE
37. SpringHead - Again
38. SpringHead - Tension
39. STREAM REVERIE - A Site De La Rue
40. STREAM REVERIE - Shine Through
41. Sun3 - FUTURE NIGHT
42. TPRO - QUADCORE
43. wigen - Distopia
44. wigen - Rendezvous Coast

EZ2AC EVOLVE (2014)
1. Aresynth - AntiDOT
2. Chelp - Flicker
3. Cheriv - Hallucination
4. Cradle Edge - Bluesy
5. Cradle Edge - First Fantasy -Remaster Version-
6. Cradle Edge - Flat Shoes
7. Cradle Edge - May I Come In?
8. Cradle Edge - mello mello
9. Cradle Edge - Minimalism Color
10. Cradle Edge - On My Way -Remaster Version-
11. Cradle Edge - Venn Diagram
12. eFel - Rebel Against
13. Envy - Immortal
14. Envy - Sorry, But I Can't
15. Eunoh X Narmia - Sparkling Ways
16. Ferrum - Schizophrenia
17. Goldmund - Stereotype Lovesong
18. Houseplan - Lazy Days
19. iMp - Unambitious
20. Ira - Harpe For GAIA
21. Kari - Purity Dream
22. KIEN - Diamond Shore
23. KIEN - Storm Chaser
24. KIEN - Terminated Protocol
25. LhoU - SND
26. Lunatic Sounds - BlitzKrieg
27. Lunatic Sounds - Find Me
28. Lunatic Sounds - INFINITY
29. Lunatic Sounds - White Out
30. NaSch - ASTREIOS REENTRY
31. P4koo - Far Away
32. P4koo - Gothique Resonance
33. RAVENA@TION - PARODIC RAVING MACHINE
34. RMHN - CHIARA
35. RMHN - Repulse Stream -RAVEN@TION Remix-
36. Roy Mikelate - Your Mind
37. SANY-ON - BEDLAM
38. Seibin - Oriental Shade
39. we hate jh - 피로
40. wigen - Rendezvous City

EZ2AC NIGHT TRAVELER (2016)
1. ATAS - Lightfall
2. ATAS - Shattered Skies
3. ATAS - Singular Point
4. ATAS - The Moments
5. Beautifulday - 크리스마스의 기억
6. Brandy - Move It On!
7. Brandy - Cross Time!!
8. cryptid - Night Bird
9. Diesel Eater - Nowhere Land
10. EunoH - Wake Me Up!
11. EunoH - 속삭여줘
12. FunnyTree - City Of Funk
13. Houseplan - Houseplan
14. Houseplan - Night Sky
15. Houseplan - Tracking Down
16. iMp - Stargazer
17. Kari - Sapphire
18. Kari - Warp Drive Active
19. KIEN - Unforgettable
20. KIEN & ATAS - Take It Up
21. K-Run - Smile Of Dandelion
22. LhoU - Uvertura
23. Lokan - Sunken Island
24. Lunatic Sounds - Dement -After Legend-
25. Lunatic Sounds - Keep Your Passion
26. Lunatic Sounds - Reignite
27. Lunatic Sounds - Utopia
28. MADSOXX - 우주미아
29. MAX - 설탕음모론 -Sugar Conspiracy Theory-
30. Mori† - Gehenna
31. Nauts - Orange
32. nato - Burnin 'Road
33. Netiline - N.P.T.W
34. O2i3 - Supercute
35. Orvalism - Scarlet Blaze
36. P4koo - 8th Planet
37. P4koo - Forbidden Light
38. P4koo - Makes Me Wonder
39. Rockshell - Laika
40. Seibin - Voice
41. Springhead -  Falling Rain (Envy Mix)
42. Symphonian - Afterlife
43. Tatsh - Prime
44. Ternarious  - ambit
45. Transin - Clue
46. Warak - Elysium
47. Warak - 애인을 내려주세요
48. Zekk - Fallen
49. 雨漏りP - Keep On!

EZ2AC TIME TRAVELER (2017)
1. Andy Lee - Lovely Day -Remaster-
2. Aresynth - Encounter on orbit
3. Brandy - Move it on(DJ HD Mix)
4. Brandy - 유령의 축제
5. Brandy - 시간여행
6. Brandy - Visual Dream!
7. Cosine - Black Sour Ruby
8. eFeL - Engine
9. FE - 바람의 날개
10. ginkiha - sweet★star
11. Lokan - Precision Strike
12. Lokan - Skyline
13. Lunatic Sounds - Guardian
14. MADSOXX - Z3N1TH4F
15. MAX - B2
16. MAX - Hypercube
17. Memme - Chinese Restaurant
18. nato - Yog-Sothoth
19. nato - God Mode(feat. Skizzo)
20. P4koo - Last Flight
21. Red Pluse - 잘 가라 -Go Hell-
22. Roy C.＆ Transin - #Beyond -TIME TRAVELER Staff roll-
23. Roy Mikelate - Ctrl+Alt+Del
24. Transin - Darker Than Black
25. Shin Ik Joo - Memoriola
26. Sobrem - Last Knot
27. Warak - Revival On

EZ2AC FINAL (2019)
1. Cosmograph - We Alive
2. DM Ashura - Allegro Piu Mosso
3. M2U - A Bella!
4. MADSOXX - Sejarah
5. P4koo - starflyer
6. Warak - Cosmic Invaders

EZ2AC FINAL：EX (2020)
1. 4983 - MacGuffin #EZ
2. ARForest - The Last Page
3. Brandy - 유령의 축제 2
4. Cosmograph - ULTIMATUM
5. Edvard.S - Enter The Beginning
6. LeCiel - Absolute Death
7. LhoU - TYR
8. M2U - The Queen
9. MAX - District 1
10. Memme - Acid Burst
11. nato - Nyarlathotep
12. P4koo - Altered Ego
13. Pory - %X
14. RiraN - Daydream
15. Warak - Shining
16. Warak - 비행
17. ルゼ - Picking

## サウンドトラック
Ez2Dj THE 1ST TRAX -original sound track-
CD1枚組。全38曲。
購入特典としてEz2Djオリジナルデザインシャツも同梱されていた。
Ez2Dj PLATINUM -COLLECTOR'S EDITION-
CD3枚組。全109曲。
Ez2Dj THE 1st Tracks、Ez2Dj THE 1st Tracks SPECIAL EDITION、Ez2Dj 2nd TraX -It Rules Once Again-、Ez2Dj 3rd TraX -Absolute Pitch-の4タイトルの楽曲を収録している。
EZ2ON SOUND TRAX
CD2枚組。全70曲。1000セット限定で発売された。
Ez2Dj THE 1st Tracksから7th TraX -Resistance-までの楽曲を一部収録。
EZ2AC OST
CD4枚組。全106曲。
Ez2Dj Azure ExpressioN、Ez2Dj Azure ExpressioN -INTEGRAL COMPOSITION-、EZ2AC ENDLESS CIRCULATIONの3タイトルの楽曲を収録している。
更に「神威」などそれ以前のタイトルの楽曲も一部収録。
EZ2ON REBOOT LIMITED EDITION
CD1枚組。全28曲。
Ez2Dj THE 1st Tracksから7th TraX -Resistance-までの楽曲を一部収録。
EZ2ON SOUND TRAXとは収録曲が異なる。
EZ2AC EVOLVE OST
クラウドファンディングにて商品化決定。基本セットでCD2枚組。全57曲。
EZ2AC NIGHT TRAVELER OST
クラウドファンディングにて商品化決定。CD3枚組。全54曲。
EZ2AC TIME TRAVELER OST
CD1枚組。全27曲。

## 権利侵害等問題

### 特許権侵害禁止等訴訟
2001年、コナミ株式会社はAmuse Worldおよびゲーム世界（게임세상）の2社に対し、「Ez2Djがコナミの特許権（韓国特許第294603号）を侵害している」とし、損害賠償等を目的とした訴訟を起こした。これに対し、Amuse Worldは、前述の特許についての無効審判を韓国特許審判院に申し立てた。
2002年9月、韓国特許審判院が、コナミの特許のすべての独立請求項を無効とする審決を下す。これにより、前述のコナミの訴訟の係争が中断する。しかしコナミは前述の審決の取消訴訟を韓国特許法院に提起、以降5年間係争が続く。
2004年2月、韓国特許法院が、韓国特許審判院の審決を維持するとの判断を下す。コナミ、Amuse World双方とも上告する。
2006年8月、韓国大法院（日本の最高裁判所に相当）が、韓国特許法院の審決を破棄するとの判断を下す。
2007年2月、韓国特許法院が、前述の無効審決を取り消すとの判断を下す。
2007年4月、前述の判断を受け、韓国特許審判院がコナミの特許を維持するとの再審決を下す。これにより、中断していた係争が再開する。
2007年7月、韓国のソウル中央地方法院において「Ez2Djがコナミデジタルエンタテインメント製の音楽ゲーム『ビートマニア』の特許を侵害している」として、被告2社に対し損害賠償等を命じる判決が出た。被告側が控訴しなかったためそのまま第一審で判決が確定し、被告側に以下の内容が命じられた。
- 『Ez2Dj THE 1st Tracks』・『Ez2Dj THE 1st Tracks SPECIAL EDITION』・『Ez2Dj 2nd TraX -It Rules Once Again-』・『Ez2Dj 3rd TraX -Absolute Pitch-』の計4種の生産販売の停止、および完製品・半製品の廃棄
- 総額約117億ウォンの賠償金の支払

### 意匠権侵害禁止等訴訟
1998年、コナミ株式会社がAmuse Worldに対し意匠権侵害および不正競争行為中止要請の訴訟を起こす。
2002年、韓国大法院において、「Ez2Djはビートマニアの意匠権を侵害していない」との判決が出る。

### 補足
前述の通り、廃棄を命じられた製品は旧作4種のみであり、残りの新作に関しては言及されていない。そのため、2023年現在最新のシリーズであるFINAL:EXはアップデートを続けていた。また、廃棄する必要があるのはあくまで以前Amuse Worldが保持していた製品のみであり、既に販売された製品に関しては廃棄の対象外である。よって「韓国のあらゆるゲームセンターでEz2Djが遊べなくなる」等といった事は無い。だが、新たに筐体を増産することは出来なくなってしまった(実際、開発元が3S Entertainment、そしてSquare Pixelsに移行してもEz2Djの筐体の新規生産は一切行っていない。ただし、近年は内部基板の交換や中古筐体をオーバーホールしたリファイン筐体の販売が行われている)ことにより、筐体の性能および耐久力（OSは2014年のEVOLVEに至るまでWindows 98を使用していた）に限界が生じ始めている。